# 桑原茂裕
桑原茂裕（1956年—）是，日本財務官僚。

## 人物
埼玉縣立熊谷高等學校，東京大學法學部畢業後，大藏省入省。國家公務員上級考試2位。2013年6月 金融廳總務企劃局長。2014年7月 辭職。

## 簡歷
- 1979年4月：大藏省入省（大臣官房文書課）
- 1984年7月：小樽稅務署長
- 1985年7月：主稅局稅制第二課長補佐
- 1990年7月：主計局主計官補佐（外務，經濟協作第一係主查）
- 1992年7月：主計局主計官補佐（文部第一，第二係主查）
- 1995年：外務省在加拿大日本國大使館參事官
- 1999年：大臣官房企劃官兼大臣官房文書課企劃調整室長
- 2000年7月：主計局主計官（農林水產係擔當）
- 2001年7月：主計局主計官（文部科學係擔當）
- 2002年7月：金融廳總務企劃局政策課長
- 2004年7月：金融廳監督局總務課長
- 2006年7月：金融廳總務企劃局企劃課長
- 2007年7月：大臣官房審議官（理財局擔當）
- 2008年7月：理財局次長
- 2009年7月：金融廳總務企劃局審議官
- 2010年7月：金融廳總務企劃局總結審議官
- 2011年8月：金融廳檢查局長
- 2013年6月：金融廳總務企劃局長
- 2014年7月：辭職
- 2014年8月：日本銀行理事